# Micropodisma koenigi
Micropodisma koenigi är en insektsart som först beskrevs av Burr 1913.  Micropodisma koenigi ingår i släktet Micropodisma och familjen gräshoppor. Inga underarter finns listade i Catalogue of Life.